# Preludio y fuga en la menor, BWV 543

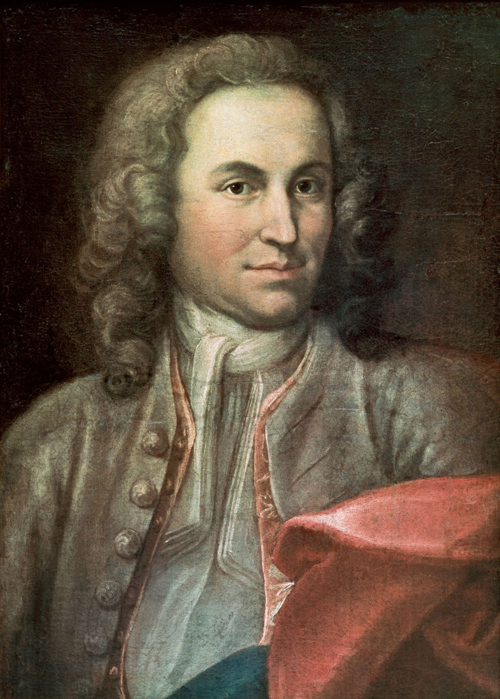
Bach hacia 1715.

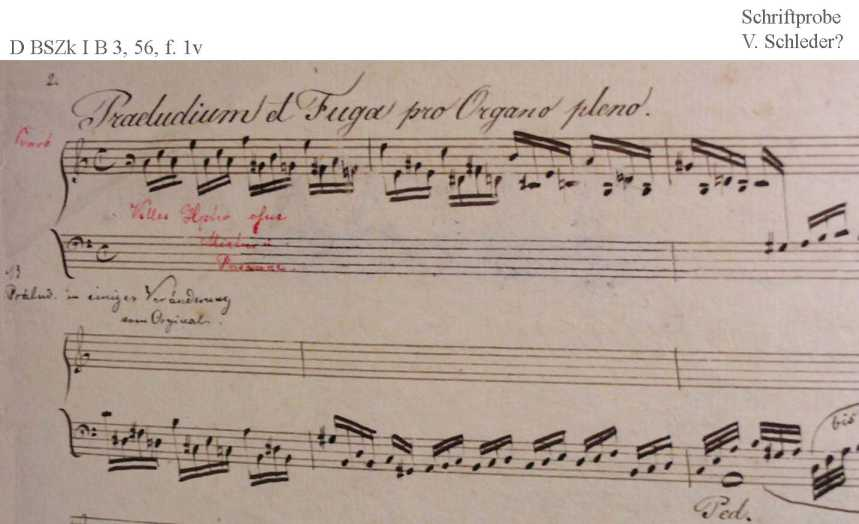
Primera página del Preludio BWV 543a.

El Preludio y fuga en la menor, BWV 543 (existe una versión alternativa catalogada como BWV 543a) es una pieza escrita para órgano por el compositor barroco alemán Johann Sebastian Bach entre 1708 y 1713.

## Historia
La composición se desarrolló durante la época que era organista de la corte del duque de Sajonia-Weimar entre 1708 y 1717. La fuga es idéntica en las dos versiones (BWV 543 y BWV 543a). Se trata de la encarnación definitiva de la música que Bach ensayó por primera vez en la Fuga en la menor para clave, BWV 944, escrita en 1708 o antes. Aunque no es tan famosa como otras obras para órgano de Bach, está a la altura de las mejores.

## Estructura y análisis
La obra consta de dos secciones principales:
1. Preludio, en la menor 4
4
2. Fuga, en la menor 6
8

La interpretación de esta obra dura aproximadamente 10 minutos.

### Preludio

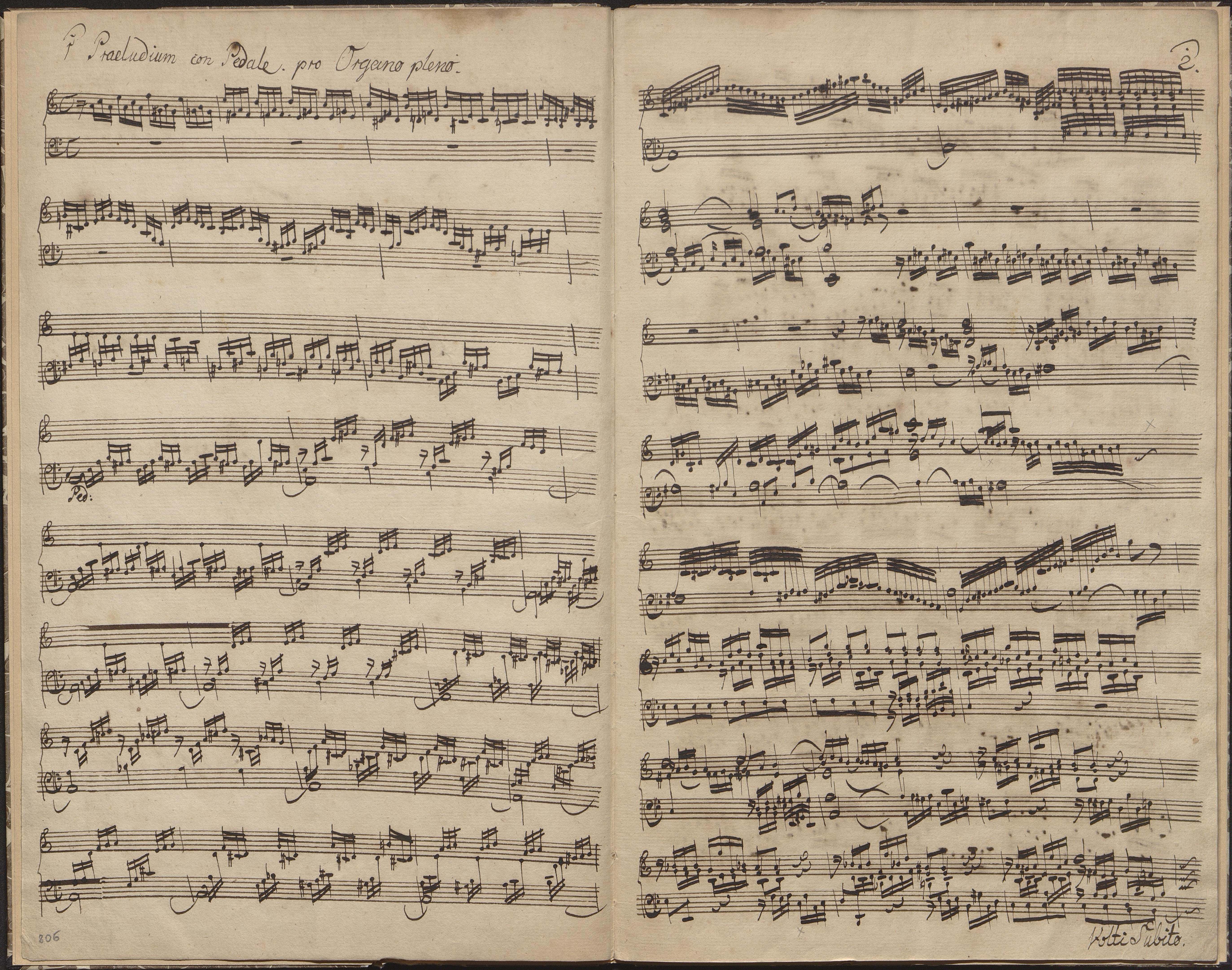
Preludio BWV 543 copiado por J. A. Dröbs.

El Preludio está escrito en la tonalidad de la menor y en compás de 4/4. Es masivo y dramático, que se hace aún más pesado cuando se introduce en los pedales a mitad de la pieza. Un organista magistral puede convertirlo en una de las introducciones de fuga más convincentes de Bach. Se abre con una larga introducción, exponiendo el tema con una línea de bajo cromática descendente y unos sencillos acordes arpegiados sobre ella. Este material se presenta primero en solitario en el teclado o manual del órgano y más tarde en el pedalero, tras un prolongado embellecimiento sobre el pedal de tónica. La cadencia sumamente ornamentada que sigue, llena rápidas sucesiones de notas en el manual sobre notas de pedales sostenidas, conduce a una exploración contrapuntística del material inicial en secuencia, lo que es seguido por una perorata muy libre. Este preludio similar a una tocata, en stylus phantasticus, lleva la marca estilística de las primeras obras de Bach con la influencia del norte de Alemania, mientras que la fuga podría ser considerado un producto más de la madurez de Bach.
Philipp Spitta ha visto elementos de la tradición nórdica del primer Preludio BWV 543a/1 típicos de la escuela de Dietrich Buxtehude, mientras que Williams ha señalado que los mismos rasgos también están presentes en la versión posterior BWV 543/1. Estos incluyen pasajes solistas al comienzo; pasajes de semicorcheas con contrapunto oculto de dos o tres partes tanto en los manuales como en los pedales; pasajes virtuosos de semicorcheas con trinos que conducen a una cadencia; y figuras continuas de semicorcheas y semicorcheas, incluso al comienzo y en la coda. Los aspectos tradicionales son el trabajo de pasajes arpegiados de semicorcheas con su «contrapunto latente», que incorpora una línea de bajo cromática descendente. Las figuras de semicorchea comienzan como un solo en el manual:

### Fuga

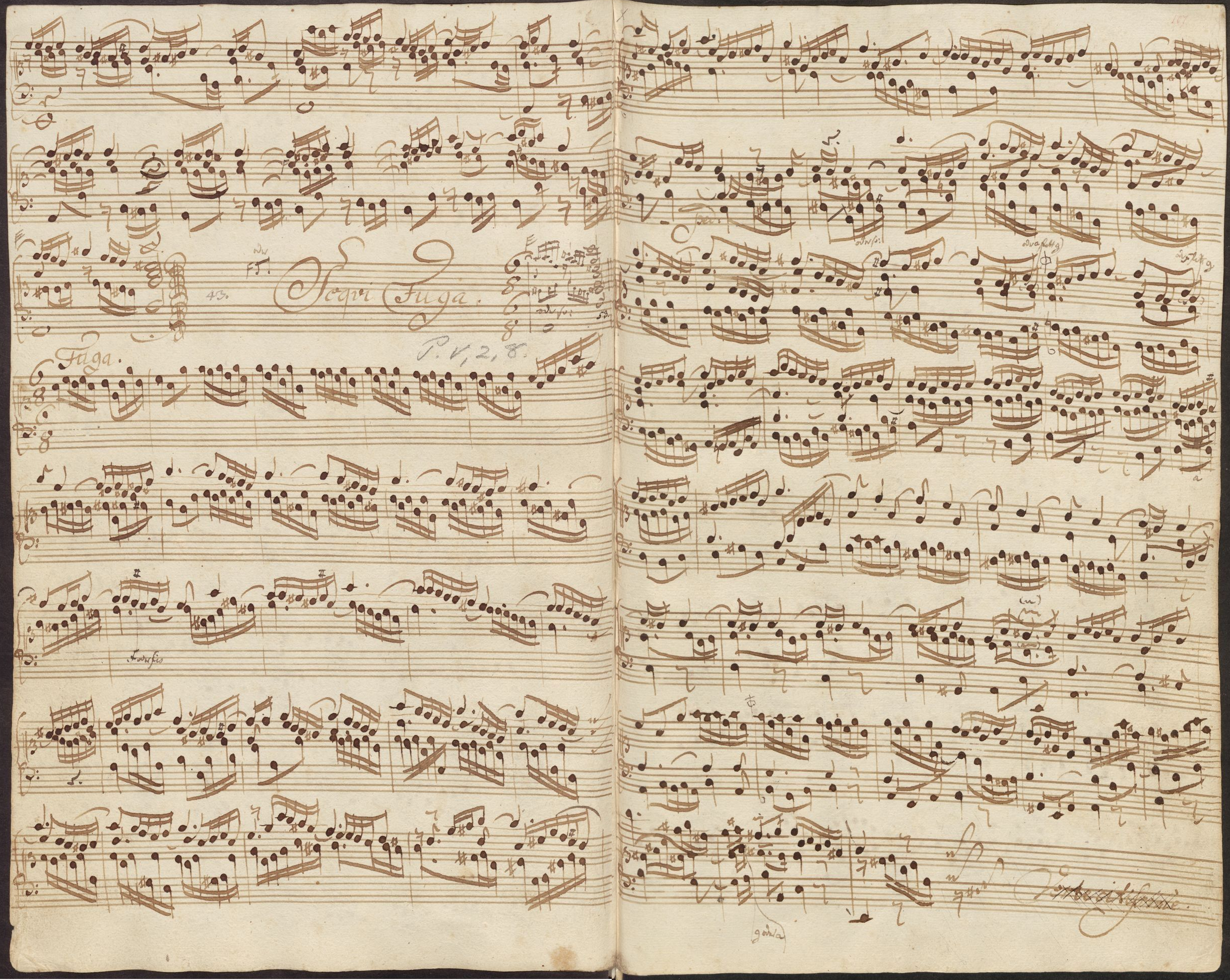
Fuga BWV 543 copiada c.1725 por J.P. Kellner.

La Fuga está en 6/8. El tema de la fuga al igual que el preludio, se compone de acordes arpegiados y secuencias descendentes, especialmente en su segunda mitad. Debido a la naturaleza secuencial del sujeto, la mayor parte de la fuga está formada por secuencias o cadencias. La fuga finaliza en una de las cadenzas del estilo de la tocata más virtuosísticas de Bach, en la armónica menor.
Al final de la fuga propiamente dicha hay un pasaje electrizante de virtuosismo organístico desenfrenado y totalmente desenfadado. Algunos observadores sostienen que el preludio cromático, parecido a una tocata, lleva las marcas del estilo temprano de Bach, influenciado por el norte de Alemania, mientras que la fuga podría ser un producto posterior de su madurez. No era infrecuente que Bach adaptara o uniera música compuesta con anterioridad para formar nuevas piezas.

## Adaptaciones
Debido a la naturaleza rapsódica de la pieza, la mayoría de los organistas pueden tocar esta pieza en cualquier tempo que deseen, y puede ser fácilmente transcrito a un instrumento diferente. Franz Liszt hizo una adaptación para piano.
El compositor italiano Ennio Morricone creó una variación del Preludio y fuga en la menor, BWV 543 para el tema principal de la película francesa El clan de los sicilianos de 1969.

## Discografía selecta
Destacan las siguientes grabaciones que se han realizado de esta pieza.
- Marie-Claire Alain – Complete Organ Works
- Marie-Claire Alain – Organ Masterpieces
- Bram Beekman – Complete Organ Works
- Bram Beekman – Organ works
- Jonathan Biggers – Bach on the Fritts
- Kevin Bowyer – Works for Organ, Volume III
- Daniel Chorzempa – Toccata in D Minor/Organ Works
- Jeanne Demessieux – Hamburger Orgeln. The Hamburg Organs
- Virgil Fox – The Bach Gamut Vol. 1
- Christopher Gray – Bach From The Cathedral
- Christopher Herrick – The Great Fantasias Preludes and Fugues
- Leslie Howard – Bach-Liszt Preludes and Fugues
- Peter Hurford – Complete Organ Works
- Peter Hurford – J.S. Bach: Great Organ Works
- Paul Jacobs – Paul Jacobs Plays Bach
- Ton Koopman – Organ Works, Vol. 1
- Ton Koopman – Organ Works, Vol. 3
- Michael Murray – The Beckerath Organ at St. Andreas-Kirche, Hildesheim
- Anthony Newman – Bach: Favorite Organ Works
- Artur Pizarro – Bach Transcribed by Liszt
- E. Power Biggs – Bach: The Great Preludes and Fugues, Vol. II
- E. Power Biggs – Toccata & Fugue in D Minor
- Simon Preston – Das Orgelwerk
- Karl Richter – Organ Recital
- Karl Richter – Orgelwerke (5 CD set)
- Tom Robin Harris – The Historical Harpsichord
- Lionel Rogg – Organ Works
- Wolfgang Rübsam – Complete Organ Works
- Wolfgang Rübsam – Trio Sonatas, Vol. 1
- Fazil Say – Bach
- Albert Schweitzer – Albert Schweitzer Plays Bach, Vol. 1
- Carl Staplin – Clavier-Ubung III
- Various – Bach 2000: The Complete Bach Edition
- Vladimir Viardo – Organ-Piano Transcriptions: Bach-Liszt
- Helmut Walcha – Das Orgelwerk